# Humberto R. Maturana

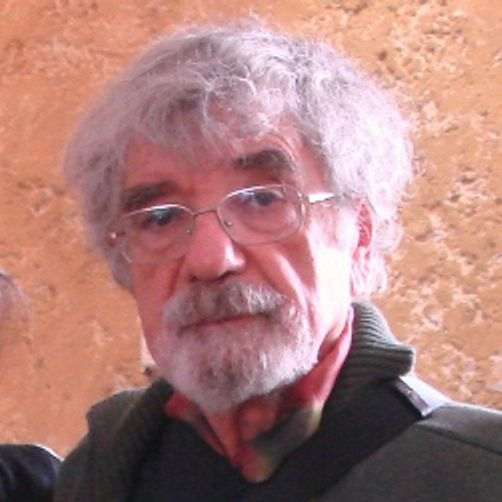
Humberto Maturana (2013)

Humberto Augusto Gastón Maturana Romesín, kurz Humberto Maturana (Romesín), als Autorenname auch Humberto R. Maturana (* 14. September 1928 in Santiago de Chile; † 6. Mai 2021), war ein chilenischer Biologe und Philosoph mit dem Schwerpunkt Neurobiologie. Gemeinsam mit Francisco J. Varela führte Maturana den Terminus Autopoiesis ein. Er gilt als einer der Begründer des radikalen Konstruktivismus, auch wenn er selbst die Bezeichnung Konstruktivist für sich ablehnte. Maturanas Theorien beeinflussten unter anderem den Kybernetiker Heinz von Foerster und die Systemtheorie von Niklas Luhmann, der den Begriff Autopoiesis von Maturana und Varela übernahm.

## Leben
Humberto Maturana Romesín studierte ab 1948 Medizin an der Universidad de Chile und ab 1954 mit einem Stipendium der Rockefeller-Stiftung Biologie/Anatomie am University College in London. Dort entstand erstmals eine Theorie zur Existenz lebender Systeme als autonome dynamische Einheiten. Ab 1956 absolvierte er ein Promotionsstudium an der Harvard University, USA, wo er 1958 das Doktorat in Biologie abschloss. Er arbeitete bis 1960 am Massachusetts Institute of Technology (MIT) in Cambridge (Massachusetts), USA, in einer Postdoc-Stelle an Forschungen über das Auge (blinder Fleck) bis hin zu erkenntnistheoretischen Fragen.
Im Jahr 1960 erhielt er den Ruf auf den Lehrstuhl für Biologie an der Fakultät für Medizin der Universidad de Chile, Santiago de Chile. Dort spezialisierte er sich auf Untersuchungen zur visuellen Perzeption, insbesondere der Farbwahrnehmung, und auf die Grundlagen zur Unterscheidung lebender Systeme und nicht-lebender Systeme. 1968 reiste er auf Einladung Heinz von Foersters nach Urbana und nahm von 1969 bis 1970 eine Gastprofessur an der University of Illinois wahr.
Von 1970 bis 1973 arbeitete er in enger Kooperation mit Francisco J. Varela in Santiago de Chile. Ab 1970 widmete er sich vor allem der Weiterentwicklung der „Biologie der Kognition“ und beschäftigte sich als Neurophysiologe mit der Arbeitsweise des Nervensystems und der Ausarbeitung einer daraus abgeleiteten biologischen Erkenntnistheorie. Der Putsch in Chile 1973 veranlasste Maturana und Varela ihre „Forschungsarbeiten an weit entfernteren Orten und jeder auf seine Weise fortzusetzen“. Erst 1980 nahmen sie ihre Zusammenarbeit in Santiago de Chile wieder auf. Im Jahr 2000 gründete Maturana dort gemeinsam mit Ximena Dávila das Instituto Matríztica.

## Werk

### Biologie und Erkenntnistheorie: Der Geist als Prozess
Schon früh hatte Maturana die Lehren des Biologen Jakob Johann von Uexküll studiert und, davon beeinflusst, seine Aufmerksamkeit auf den Organismus und dessen Umwelt gerichtet. Es führte ihn zur Frage: Was ist „Kognition“ als biologisches Phänomen?
In den 1960er Jahren entstanden daraus umfassendere Fragestellungen:
- Was ist Leben?
- Welche Eigenschaften muss ein System besitzen, damit man es als wahrhaft lebend bezeichnen kann?
- Können wir klar zwischen lebenden und nicht lebenden Systemen unterscheiden?[10]

Mit seiner Erkenntnis, dass die Antwort im Verständnis der „Organisation des Lebendigen“ liegt, konnte er zwei Traditionen des Systemdenkens vereinen:
- organismische Biologie, die das Wesen der biologischen Formen untersucht, und
- Kybernetik, die sich mit zielgerichteten Vorgängen der Regelung und Steuerung in Systemen beschäftigt.

Maturana setzte in Folge die Kognition mit dem Prozess des Lebens gleich.
Er veröffentlichte seine Ideen 1970 und begann die Zusammenarbeit mit Francisco Varela, einem jüngeren Neurowissenschaftler. Gemeinsam entwickelten sie den Begriff Autopoiese und veröffentlichten zwei Jahre später seine erste Beschreibung. Der Ansatz  wurde in Folge u. a. von Niklas Luhmann aufgegriffen, und Autopoiesis wurde zu einem wesentlichen Bestandteil von dessen soziologischer Systemtheorie.

### Der Baum der Erkenntnis
Das Konzept der Autopoiese ist integraler Bestandteil der biologischen Theorie der Kognition, die Maturana und Varela in Der Baum der Erkenntnis (Orig. El árbol del conocimiento, 1984) umfassend ausformuliert haben. Diese verabschiedet sich von einer Auffassung der Welt als einer Ansammlung von zu erkennenden beobachterunabhängigen Objekten und verwebt die Prozesse der Autopoiese und der durch das Nervensystem hergestellten sensomotorischen Beziehungen (Korrelationen) des beweglichen Organismus zu einem ständigen Akt der Hervorbringung einer Welt im laufenden Prozess des Lebensvollzugs. Objekte tauchen demzufolge als fortlaufend erzeugte Konstanten oder Regelmäßigkeiten der Zustände des Nervensystems eines menschlichen Organismus auf, auf allen Ebenen, auch in seinen sozialen Handlungen – wie Sprache – in Bezug auf seine Umgebung („operationale Geschlossenheit des Nervensystems“).
Nach Maturana und Varela ist der Begriff der Autopoiese notwendig und ausreichend, um die Organisation lebender Systeme zu charakterisieren. Zusammen mit Varela entwickelte Maturana eine Systemtheorie der Kognition (auch Santiago-Theorie genannt). Darin wird die Kognition, der Erkenntnisprozess, mit dem Prozess des Lebens gleichgesetzt. Kommunikation ist demzufolge keine Übermittlung von Information, sondern eine Verhaltenskoordination zwischen lebenden Organismen durch wechselseitige strukturelle Koppelung. Nach Maturana können wir das menschliche Bewusstsein nur durch die Sprache und den gesamten sozialen Kontext verstehen, in den diese eingebettet ist.

## Maturanas Instituto Matríztica
Maturanas Denk- und Arbeitsweise spiegelte sich nicht nur im interdisziplinären Denken zwischen Biologie, Philosophie, Psychologie und Soziologie. Ebenso zu seinem Lebenswerk gehörte die Gründung des Instituto Matríztica in Santiago de Chile, mit Ximena Dávila Yañez. Dort praktizierte Maturana mit Davila und Mitarbeitern des Instituts interdisziplinäres Arbeiten, unter Einbeziehung philosophischer, psychologischer und soziologischer Fragestellungen und zum besseren Verständnis der biologischen Grundlagen der Menschheit.
So bot das Institut etwa einen Einführungskurs in die Biologie der Erkenntnis („biología del conocer“) und die Biologie der Liebe („biología del amar“). Beide Aspekte beschreibt Maturana als sich kreisförmig wechselseitig beeinflussende Grundlagen der biologischen Existenz des Menschen. Interdisziplinäre Kurstitel in sinngemäßer deutscher Übersetzung lauten etwa Die Kunst und Wissenschaft des konstitutiven ontologischen Denkens – die biologische Grundlage der Existenz des Menschen. Es wird gelehrt, dass Begriffe wie Biologie und Kultur verbunden und verflochten sind und dass biologische Fragen der menschlichen Existenz durch soziale, ethische und kulturelle Aspekte erweitert werden müssen. Begriffe, die jahrhundertelang als systematisch streng getrennt galten, werden als zusammengehörendes Ganzes produktiv, z. B.
biologisch-kulturell;
Evolution – Moral, Ethik;
Humanismus – Wissenschaft, Technologie.

## Auszeichnungen
Im Dezember 2009 erhielt Maturana die Ehrendoktorwürde der Universidad de Santiago de Chile (USACH).

## Schriften
- mit Francisco J. Varela: Autopoiesis and Cognition. Reidel, Dordrecht 1980.
- mit Francisco J. Varela: El árbol del conocimiento. 1984, 1987.
  - Übersetzung: Der Baum der Erkenntnis. Die biologischen Wurzeln menschlichen Erkennens. 3. Auflage. S. Fischer, Frankfurt am Main 2009, ISBN 978-3-596-17855-1.
- Erkennen: Die Organisation und Verkörperung von Wirklichkeit. Ausgewählte Arbeiten zur biologischen Epistemologie. Vieweg, Braunschweig 1982, ISBN 3-528-18465-5.
- mit Niklas Luhmann, Mikio Namiki und Volker Redder: Beobachter. Konvergenz der Erkenntnistheorien? 3. Auflage, Fink, München 2003. ISBN 3-7705-2829-8.
- mit Kurt Ludewig: Conversaciones con Humberto Maturana. Preguntas del psicoterapeuta als biólogo. Universidad de La Frontera, Temuco (Chile) 1992. ISBN 956-236-041-5.
  - Übersetzung: Gespräche mit Humberto Maturana. Fragen zur Biologie, Psychotherapie und den “Baum der Erkenntnis”, 2006. (online, PDF, 479 kB)
- mit Gerda Verden Zöller: Liebe und Spiel: Die vergessenen Grundlagen des Menschseins. Carl-Auer-Systeme, Heidelberg 1993, ISBN 3-927809-18-7.
- Biologie der Realität. Suhrkamp, Frankfurt am Main 1998, ISBN 3-518-58146-5.
- Was ist erkennen? Mit einem Essay zur Einführung von Rudolf zur Lippe. Piper, München 1994, ISBN 3-492-03594-9.
- mit Bernhard Pörksen: Vom Sein zum Tun. Die Ursprünge der Biologie des Erkennens. Carl-Auer-Systeme, Heidelberg 2002.
- Astrid Kaiser: „Ich bin kein Konstruktivist…“ In: PÄD Forum. Bd. 31 (2003), H. 2, S. 109–111 (Interview).
- Fundamentale Relativität: Reflexionen über Erkenntnis und Wirklichkeit / Fundamental Relativity: Reflections on Cognition and Reality. Deutscher Kunstverlag, München/Berlin, 2013, ISBN 978-3-422-07138-4.
- mit Ximena Dávila: Habitar humano en seis ensayos de biología-cultural. 2008
- mit Ximena Dávila: El árbol del vivir. MPV Editores, Santiago, 2015. ISBN 978-956-9133-06-0
- mit Ximena Dávila: Historia de nuestro vivir cotidiano. 2019